# Escúzar
Escúzar és un municipi andalús situat en la part nororiental de la comarca de Alhama (província de Granada), a uns 24 km de la capital provincial. Limita amb els municipis de La Malahá, Alhendín, Agrón i Ventas de Huelma.